# جایزه بزرگ پرتغال ۱۹۶۰
جایزه بزرگ پرتغال ۱۹۶۰ (انگلیسی: ‎1960 Portuguese Grand Prix‎)، که به‌طور رسمی با نام نهمین جایزه بزرگ پرتغال شناخته می‌شود، یک مسابقهٔ موتوری در رشتهٔ اتومبیل‌رانی فرمول یک بود که در تاریخ ۱۴ اوت ۱۹۶۰ در پیست باویستا واقع در اپورتو (پورتو)، پرتغال برگزار شد. این گراند پری در میان ۱۰ گراند پری در فصل ۱۹۶۰، مسابقهٔ شمارهٔ ۸ بود.
در این مسابقه که در ۵۵ دور و به مسافت ۴۰۷ کیلومتر (۲۵۲٫۸۹۸ مایل) برگزار شد، پول پوزیشن توسط جان سرتیز کسب شد و سریع‌ترین زمان برای طی یک دور پیست که برابر با ۲:۲۷٫۵۳ بود نیز توسط جان سرتیز به ثبت رسید.
جک برابام از تیم کوپر-کلیمکس، بروس مک‌لارن از تیم کوپر-کلیمکس و جیم کلارک از تیم لوتوس-کلیمکس به‌ترتیب مقام‌های اول تا سوم مسابقه را کسب کردند.

## رده‌بندی قهرمانی پس از مسابقه
|       | جایگاه | راننده          | امتیاز |
| ----- | ------ | --------------- | ------ |
|       | ۱      | جک برابام       | ۴۰     |
|       | ۲      | بروس مک‌لارن     | ۳۳     |
| ۱     | ۳      | اینس ایرلند     | ۱۲     |
| ۱     | ۴      | استیرلینگ ماس   | ۱۱     |
|       | ۵      | اولیویه جاندبین | ۱۰     |
| منبع: |        |                 |        |

|       | جایگاه | سازنده       | امتیاز  |
| ----- | ------ | ------------ | ------- |
|       | ۱      | کوپر-کلیمکس  | ۴۸ (۵۴) |
|       | ۲      | لوتوس-کلیمکس | ۲۸ (۲۹) |
|       | ۳      | فراری        | ۱۹      |
|       | ۴      | بی‌آرام       | ۶       |
|       | ۵      | کوپر-مازراتی | ۳       |
| منبع: |        |              |         |

یادداشت
- تنها پنج جایگاه نخست از هر رده‌بندی نمایش داده شده‌است.